# Eduardo Fuentes
Eduardo Óscar Fuentes Silva (Santiago, 15 de enero de 1975) es un periodista y presentador de televisión y radio chileno.

## Primeros años
Hijo único de Hernán Fuentes y Zunny Silva, nació en el Hospital Barros Luco de Santiago y creció en La Legua, en lo que hoy es la comuna de San Joaquín. Como su padre proviene de la ciudad de Curicó (allí tenía un bar; falleció en 2007), a veces lo llaman Curicano. 
Demostró habilidades comunicacionales desde temprana edad y rápidamente se convirtió en animador de festivales, kermesses y actos que se celebraran tanto en su colegio como en otros del eje Gran Avenida en San Miguel. Según él mismo ha relatado, se crio escuchando radios: Minería, Portales, Chilena, Cooperativa. Su madre solía llevarlo a la Sala del Ángel en pleno centro de la capital a ver grabaciones del radioteatro Radiotanda. «Ver los equipos, los micrófonos y los actores desarrollando su trabajo fue la primera imagen que me hizo plantearme ser locutor radial, ahí nació mi empeño a los 7 años».[cita requerida]
Terminó la secundaria en 1992, en el Colegio Parroquial San Miguel, luego estudió comunicación audiovisual en el desaparecido Instituto Luis Galdames y posteriormente periodismo en la Universidad del Desarrollo.

## Carrera

### Televisión
Su carrera en los medios de comunicación la comenzó en 1996 en Megavisión, donde entró a realizar su práctica profesional. Primero fue asistente de producción en el equipo de El Tiempo y después realizó otras labores técnicas hasta que le ofrecieron la oportunidad de conducir el informe meteorológico. Luego hizo una sección en el programa juvenil Mekano y condujo Cuento contigo junto a Catalina Palacios. También fue reemplazante en Mucho Gusto desde 2003 hasta 2004.
En 2005 fue contratado por Canal 13 para que siguiera  con el pronóstico del tiempo en un nuevo espacio informativo llamado En boca de todos. A ello sumó 3×3, un madrugador programa junto con Andrea Hoffman y Carlos Zárate. Luego llegó José Miguel Furnaro a la conducción, con quien formó la inolvidable dupla "Los Periodistas del Humor" y juntos inventaron al personaje más novedoso de la TV chilena "el hombre chroma".  Ese mismo año condujo Fútbol fantástico los domingos en horario nocturno. Dos años más tarde participó en Cantando por un sueño, presentando a los concursantes en el backstage, además de pasar avisos comerciales. 
En septiembre de 2008 debutó con Arriba en pelota, un programa magazinesco de entretención en horario estelar en la señal de cable Canal del Fútbol; en él participaban también la argentina Natalia Schreiber y el periodista deportivo de TVN Gustavo Huerta. Durante ese fue coanimador de Juntos, el show de la mañana, acompañando al conocido cantante Luis Jara.
Debutó junto a Katty Kowaleczko, en el horario prime, con Viernes de lokkos en enero del 2009, año en que fue también panelista del programa de Antonio Vodanovic, Viña, 50 años de festival; animó hasta diciembre de 2010 Alfombra roja junto a Diana Bolocco, además del estelar Chile país de talentos; condujo asimismo Acoso textual durante su última semana de emisión.

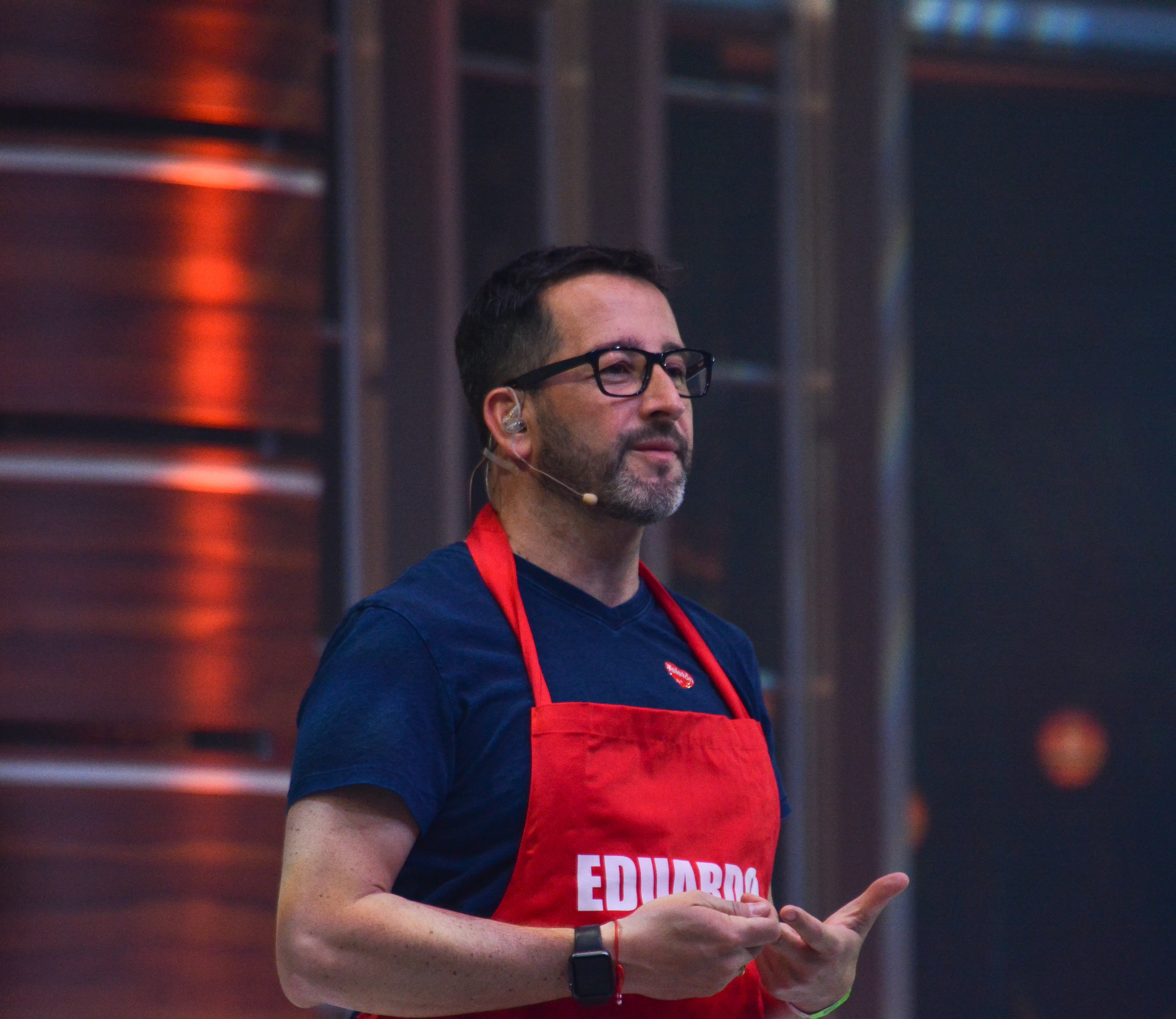
Fuentes en la Teletón 2017.

Animó en 2010 solitario Control remoto los sábados a las 22 horas, hasta que a fines año fue despedido de Canal 13; a las dos semanas, el 14 de enero de 2011, reapareció en pantalla conduciendo interinamente en La Red el matinal Pollo en conserva y el late show Así somos, donde reemplazo a Juan Carlos Pollo Valdivia Lena. De la mano de Eduardo este último programa alcanzó su mejor rating llegando a ser el con más sintonía en aquella hora con máximos de 18 puntos. Paralelamente, a fines de ese mes volvió al Canal del Fútbol animando el tradicional espacio Show de goles. El 11 de octubre de 2011 se estrenó su proyecto individual Mentiras verdaderas, un espacio de entrevistas y comentarios sobre actualidad en La Red, que también tuvo gran sintonía sobre todo los Viernes sin censura en el cual iban humoristas y contaban chistes de humor negro y verde; el grito del programa "sin censura, sin censura" es vitoreado en escenarios de Chile cuando hay humoristas para que cuenten chistes subidos de tono.  
Fuentes regresó al Canal 13 en 2013 para conducir AR Prime, un programa que inició como de farándula pero derivó en un talk show. Después ha hecho El gran truco, Buenas noches, Ridículos Chile y Gala, humor estelar.
Tras un breve paso por TVN, Fuentes vuelve en 2018 a La Red para hacerse cargo de la nueva temporada Mentiras verdaderas desde marzo tras la salida de Ignacio Franzani. En febrero de 2019 ficha por el nuevo CDF.
El 8 de julio de 2022 Eduardo Fuentes decide renunciar a La Red debido al difícil momento que lleva la estación. Días después decide emigrar a TVN con nuevos proyectos. En una entrevista declaró sobre su participación en la Teletón fue doloroso y triste cuando el canal privado La Red se restó de la transmisión en la edición de 2021.

### Radio

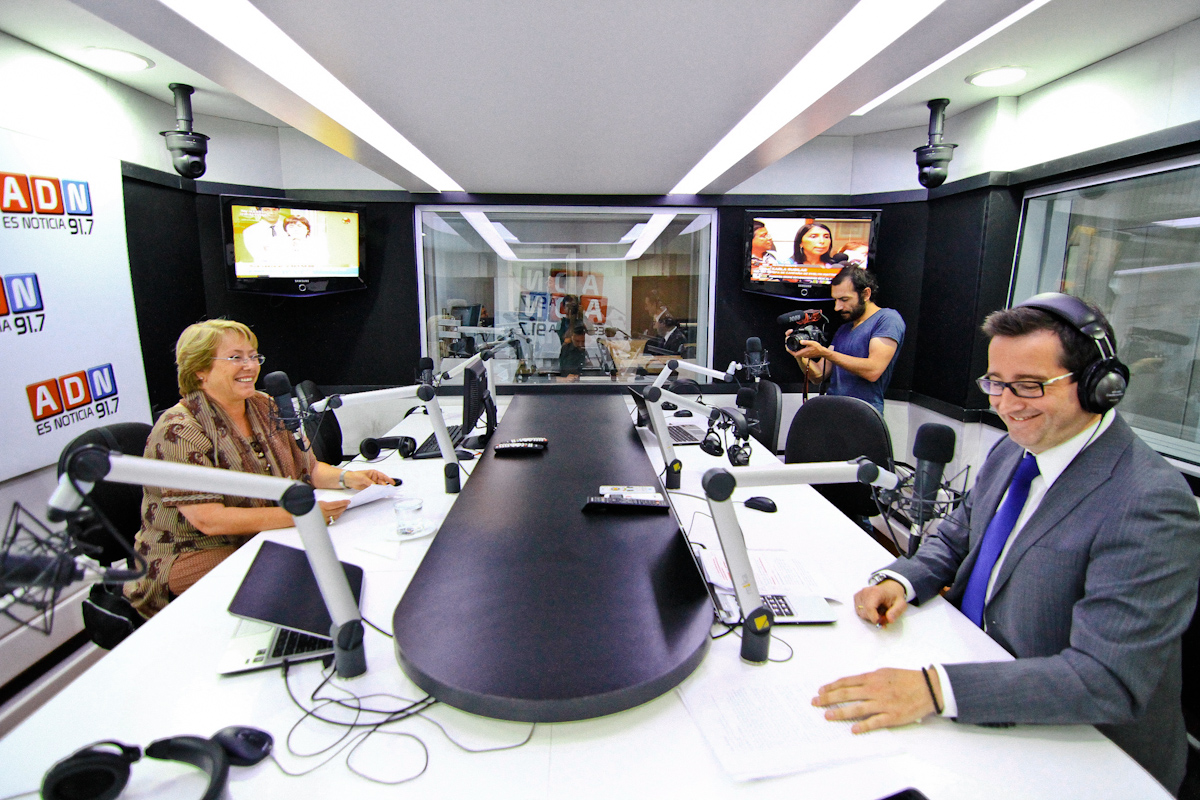
Fuentes entrevistando a Michelle Bachelet en ADN Radio (2013).

Eduardo Fuentes también ha incursionado en radio: debutó en Radio Colo Colo haciendo reemplazos y posteriormente animando Trasnochando con los duendes de domingo a jueves; continuó su carrera en radio Para Ti, conduciendo Amaneciendo para ti y "De buena Fuente"; posteriormente fue contratado por El Conquistador donde realizó los siguientes programas Cordero a punto, junto a la psiquiatra María Luisa Cordero; Mesa de noticias, con Claudio Sánchez; La tarde con valor agregado, con Carlos Zárate; Sentido común, con Tomás Cox y con Ricarte Soto.
En 2013 fue contratado por ADN Radio Chile donde desde febrero de ese año realiza Ciudadano ADN, primero en solitario, luego, en 2014, con Diana Massis, después con Luis Lucho Hernández (2015), y nuevamente con Massis en horario matinal (2016). En octubre de 2018 renuncia a ADN radio por incompatibilidades horarias y meses después retorna a Radio El Conquistador.
Se desempeña como conductor del programa "Sentido Común" en Radio El Conquistador FM, programa que realiza junto a María Luisa Cordero y es reemplazado a veces por el periodista Felipe Andana.
Actualmente es socio de la radio en Internet TXSPlus.com dedicada únicamente a espacios de ciencia y tecnología. Ahí, además, conduce un programa de minería dos veces por semana y una vez por mes el programa de TV Comunidad Cobre.

## Vida personal
Su madre murió cuando Fuentes tenía 18 años víctima de un cáncer pancreático fulminante. Se ha casado dos veces, la primera en 2004 con Mónica Esquivel y la segunda en 2010 con su actual esposa, la editora de revistas Andrée Burgat. En 2013 Fuentes hizo pública su infertilidad y contó que estaba en tratamiento para tratar de tener hijos. El 24 de septiembre de 2016 y tras años de tratamientos nació su primera hija, la que llamaron Alma. El 26 de febrero de 2018 comunicó que al día siguiente sería operado de un cáncer a la tiroides.
Su gran afición es la fotografía; también pinta; se interesa por la filosofía budista y practica la meditación. Es hincha del Club Universidad de Chile.

## Filmografía

### Programas de televisión
| Año           | Programa                     | Canal    |
| ------------- | ---------------------------- | -------- |
| 1997          | Mekano                       | Mega     |
| 1999-2004     | El Tiempo                    | Mega     |
| 2004          | Cuento contigo               | Mega     |
| 2003-2004     | Mucho gusto                  | Mega     |
| 2005          | 3×3                          | Canal 13 |
| 2005          | En boca de todos             | Canal 13 |
| 2005          | Fútbol fantástico            | Canal 13 |
| 2007          | Cantando por un sueño        | Canal 13 |
| 2008          | Arriba de la pelota          | CDF      |
| 2008          | Juntos, el show de la mañana | Canal 13 |
| 2009          | Viernes de lokkos            | Canal 13 |
| 2009-2010     | Alfombra roja                | Canal 13 |
| 2009          | Viña, 50 años de festival    | Canal 13 |
| 2009          | Chile, país de talentos      | Canal 13 |
| 2009          | Acoso textual                | Canal 13 |
| 2010          | Control remoto               | Canal 13 |
| 2011          | Show de goles                | CDF      |
| 2011          | Pollo en conserva            | La Red   |
| 2011          | Así somos                    | La Red   |
| 2011-2013     | Mentiras verdaderas          | La Red   |
| 2011          | Fonda na' que ver            | La Red   |
| 2011          | Mañaneros                    | La Red   |
| 2013          | AR Prime                     | Canal 13 |
| 2014          | El gran truco                | Canal 13 |
| 2014          | Buenas noches                | Canal 13 |
| 2015-2016     | Ridículos Chile              | Canal 13 |
| 2015          | Gala, humor estelar          | Canal 13 |
| 2016          | Amores perros                | Canal 13 |
| 2017          | Gol de medianoche            | TVN      |
| 2017          | Corte Nacional               | 13C      |
| 2018-2022     | Mentiras verdaderas          | La Red   |
| 2019-2021     | Abrazo de gol                | CDF      |
| 2022          | Buenas noches a todos        | TVN      |
| 2023-presente | Buenos días a todos          | TVN      |
| 2023          | Gala Viña                    | TVN      |
| 2024          | Festival del Huaso de Olmué  | TVN      |
| 2024          | Noche cero especial          | TVN      |
| 2025          | Festival del Huaso de Olmué  | TVN      |
| 2025          | The Floor Chile              | TVN      |